# Mi-2
Mi-2 (ros. Ми-2, oznaczenie NATO „Hoplite”) – średni śmigłowiec wielozadaniowy zaprojektowany przez radzieckie biuro konstrukcyjne Michaiła Mila, produkowany seryjnie jedynie przez zakłady WSK Świdnik. Mi-2 był jedynym śmigłowcem konstrukcji radzieckiej nigdy nie produkowanym seryjnie w ZSRR.
Mi-2 powstał w ZSRR jako następca Mi-1. W wyniku rozmów pomiędzy Polską a ZSRR w roku 1965 rozpoczęto produkcję śmigłowców w WSK Świdnik. Przez 28 lat wyprodukowano blisko 5500 maszyn, w wielu wersjach specjalistycznych opracowanych w Świdniku. Pomimo że pierwotnie śmigłowiec został zaprojektowany przede wszystkim do zastosowań cywilnych, w WSK Świdnik powstały także jego warianty wojskowe. Trafiły one głównie do Ludowego Wojska Polskiego. Mimo przestarzałej konstrukcji, śmigłowce Mi-2 wykorzystywane są w wielu państwach do dziś (2025). Powstało także wiele modernizacji (m.in. Mi-2 plus i Mi-2A), większość opiera się na wymianie silnika na nowszy.

## Historia
Na początku lat 60. XX wieku w biurze konstrukcyjnym Mila przystąpiono do prac nad nowym lekkim śmigłowcem wielozadaniowym, który miał być przeznaczony do szerokiego zastosowania w gospodarce narodowej ZSRR. Początkowo nowo projektowana maszyna dostała oznaczenie W-2, jednakże później zmieniono je na Mi-2 od inicjałów Mila. Nowy śmigłowiec miał być następcą Mi-1.
W styczniu 1961 roku została zatwierdzona przez komisję makieta śmigłowca, a pod koniec lutego rysunki przekazano do zakładu doświadczalnego. Pierwszy lot maszyny odbył się 22 września 1961 roku, w późniejszym czasie przeprowadzono kolejne próby w locie. Próby odbywały się na dwóch prototypach: wersji rolniczej oraz pasażerskiej. Pilotami, którzy przeprowadzali próby byli: pilot doświadczalny biura Mil G. Ałfiorow i B. Anopow z Państwowego Instytutu Naukowo-Badawczego lotnictwa cywilnego. 10 października 1961 roku w gazecie „Prawda” ukazało się zdjęcie śmigłowca Mi-2.
Na wiosnę 1962 roku przeprowadzono próby wykorzystania śmigłowca Mi-2 podczas prac rolniczych w kołchozie „Boriec” pod Moskwą. Po badaniach w locie stwierdzono, że dzięki zastosowaniu śmigłowca przy opylaniu nawozami, plony wzrosły o 15–18%. 25 września 1962 roku śmigłowiec oficjalnie zaprezentowano przedstawicielom centralnych organów partyjnych i rządu ZSRR. W maju 1963 roku na jednym z prototypów został pobity międzynarodowy rekord prędkości 253,8 km/h na trasie zamkniętej 100 km. Dokonał tego pilot doświadczalny B. Anapow. Rekord ten został pobity w czerwcu 1966 roku, tym razem przez kobietę Tatianę Russian.
W tym samym czasie w WSK Świdnik kończyła się produkcja licencyjnego śmigłowca Mi-1 (polskie oznaczenie SM-1) i wytwórnia rozpoczęła starania o zakup dokumentacji do produkcji nowego śmigłowca opracowanego przez biuro Mil. Pierwsze rozmowy pomiędzy przedstawicielami ZSRR i Polski przeprowadzono w roku 1963. Porozumienie podpisano w styczniu 1964 roku i przystąpiono do prac nad uruchomieniem produkcji Mi-2 w Polsce. Porozumienie obejmowało licencyjną produkcję śmigłowców Mi-2 oraz silników GTD-350 z gwarancją zakupu przez Związek Radziecki odpowiedniej liczby śmigłowców. Podjęto decyzję, że produkcją śmigłowców zajmie się WSK Świdnik, a silniki miały być produkowane przez WSK Rzeszów.
W przeciwieństwie do wcześniejszych zakupów licencji produkowanych w ZSRR seryjnych samolotów i śmigłowców, tym razem zakupiono dokumentację prototypową. Z tego względu należało w Polsce opracować dokumentację potrzebną do produkcji seryjnej, a także przygotować dokumentację konstrukcyjną oprzyrządowania, stanowisk badawczych i kontrolno-pomiarowych, a następnie je zbudować. Należało również przeprowadzić badania i próby śmigłowców oraz wdrożyć nowe procesy technologiczne. Prace te wykonali polscy inżynierowie przy pomocy biura Mil.
W Świdniku planowano nadać nowej maszynie oznaczenie SM-3, co było oczywistą kontynuacją SM-1 i SM-2. Jednakże ZSRR zażądał utrzymania oryginalnego nazewnictwa.
Pierwszy zmontowany w Świdniku, ale z radzieckich elementów śmigłowiec Mi-2 został oblatany przez załogę radziecką (Rafail Karapatian i Biełusow) 26 sierpnia 1965 roku. Natomiast 4 listopada 1965 roku oblatano pierwszy egzemplarz wyprodukowany całkowicie w Świdniku (nr ser. 520001) (wg innych źródeł nr 320001). Załogę stanowili: pilot doświadczalny mgr inż. Wiesław Mercik, mgr inż. Kazimierz Moskowicz i Henryk Jaworski.
Produkcję seryjną rozpoczęto w roku 1966, a zakończono w roku 1993. Ogółem wyprodukowano ok. 5500 śmigłowców w bardzo wielu wersjach. Większość wyprodukowanych śmigłowców przeznaczona była na eksport, głównie do Związku Radzieckiego.
Podczas produkcji w Polsce opracowano wiele wariantów śmigłowca Mi-2 (np. wariant szkolny), a także wprowadzono zmiany modernizujące konstrukcję (np. Mi-2M, Mi-2 Plus oraz po głębokiej modernizacji – PZL Kania).
Mimo że w XXI wieku jest to już konstrukcja przestarzała, a możliwości jej modernizacji niewielkie, w rosyjskich zakładach Rostwiertoł opracowano zmodernizowaną wersję Mi-2A. Modernizacja obejmuje m.in. wymianę silników oraz awioniki. Podobne odświeżenie konstrukcji przeprowadzono w ukraińskich zakładach lotniczych w Winnicy. Opracowano tam śmigłowiec Mi-2MSB2 wyposażony w nowsze silniki, awionikę, z przebudowanym nieco kadłubem oraz nowym reduktorem.

## Opis konstrukcji

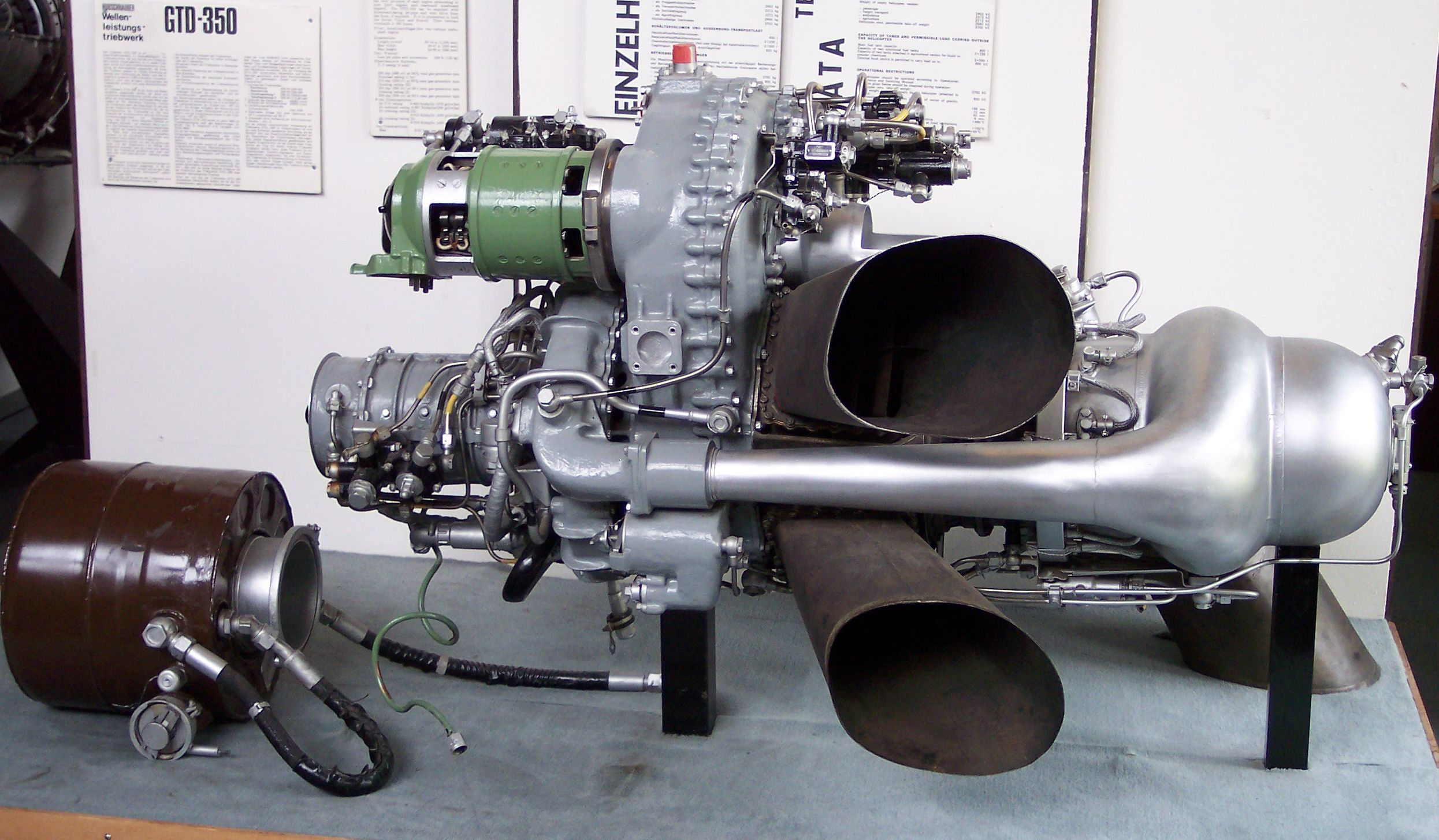
Silnik GTD-350

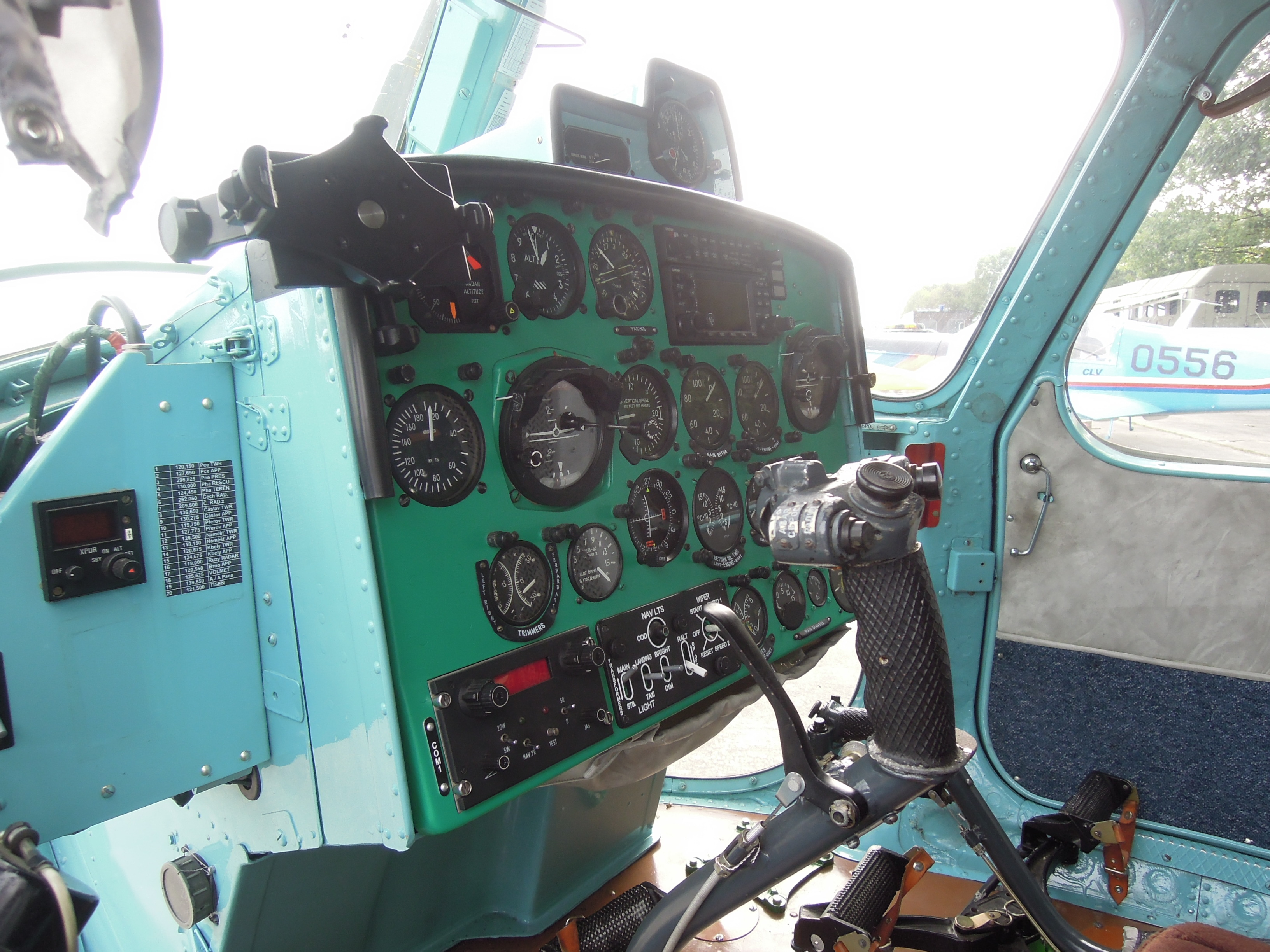
Kokpit śmigłowca Mi-2

Śmigłowiec Mi-2 jest dwusilnikową maszyną w układzie klasycznym z trójłopatowym wirnikiem nośnym i dwułopatowym śmigłem ogonowym. Kadłub wykonano w całości z metalu, jako konstrukcję półskorupową. Mi-2 posiada kołowe podwozie stałe, amortyzowane. Składa się ono z przedniej, samonastawnej goleni, dwóch głównych goleni oraz podpory tylnej, która chroni śmigło ogonowe przed kolizją z przeszkodami terenowymi podczas lotu z wyhamowaniem prędkości postępowej względem ziemi. Podwozie śmigłowców Mi-2 dostosowane jest do montażu nart, które polepszają właściwości startu i lądowania na obszarach pokrytych śniegiem lub miękkim gruntem. Jednakże montaż nart powoduje spadek niektórych parametrów śmigłowca, np. z powodu zwiększonego oporu powietrza zasięg maksymalny spada o 5%.
Cechą charakterystyczną dla Mi-2 jest wspólna kabina dla załogi i pasażerów. Pod kanapą, na której siedzą pasażerowie, umieszczono główny, gumowy zbiornik paliwa o pojemności 600 l. W celu ochrony zbiornika podczas tzw. twardego lądowania poszycie kadłuba w tym miejscu dodatkowo wzmocniono podłużnymi profilami. Przedział bagażowy znajduje się w tylnej części kadłuba. Od kabiny pasażerskiej oddzielony jest ścianką z niewielkimi drzwiami. W zależności od wersji na ściance montuje się np. uchwyty na dodatkowe wyposażenie. Oszklenie kabiny pilota wykonano z dwóch rodzajów szkła. Przednia szyba jest ze szkła krzemowego, pozostałe zaś ze szkła organicznego. Początkowo kabina w przedniej części posiadała drzwi z prawej strony, z lewej zaś po stronie pilota odsuwane okno. W późniejszym okresie okno zastąpiono odsuwanymi drzwiami. Drugie drzwi umieszczono w części pasażerskiej po lewej stronie. W celu dostosowania śmigłowca do specjalnych wymogów te ostatnie drzwi można było łatwo zdemontować. W zimie kabina była ogrzewana za pomocą dwóch wymienników ciepła. Źródłem ciepła było ogrzane powietrze pochodzące ze sprężarek silników napędowych. Natomiast w lecie kabinę wentylowano powietrzem pochodzącym z zewnątrz. Dwa fotele umieszczone w części pilota posiadały głęboką miskę siedzeniową dla pomieszczenia spadochronu ratunkowego. W części pasażerskiej umieszczona była podwójna kanapa. W warunkach polowych można było ją łatwo usunąć dostosowując śmigłowiec do celów transportowych. Opcjonalnie była też możliwość wyposażenia śmigłowca w dźwig elektryczny ŁPG-4 o udźwigu do 120 kg z ruchomym wysięgnikiem zamontowanym nad drzwiami kabiny pasażerskiej. Ułatwiał on załadunek towarów.
Napęd śmigłowca Mi-2 stanowią dwa silniki turbowałowe GTD-350, każdy o mocy 400 KM. W późniejszym okresie zastąpiono je nowszymi, wzmocnionymi silnikami GTD-350W (każdy o mocy 425 KM). Natomiast w Mi-2 plus stosuje się silniki GTD-350W2 (każdy o mocy 435 KM). Rozruch silników zapewniają prądorozruszniki STG-3. Jednocześnie pełnią one rolę prądnic prądu stałego. Silniki współpracują z przekładnią główną WR-2, która łączy moc z silników i przekazuje ją na wirnik nośny.
Układ paliwowy składa się ze zbiornika głównego o pojemności 600 l i dwóch opcjonalnych zbiorników dodatkowych, każdy o pojemności 238 l. Zbiorniki dodatkowe montowane są za zewnątrz, po bokach kadłuba. W instalacji paliwowej zastosowano dwie elektryczne pompy paliwa. W czasie lotu, wykorzystywana jest tylko jedna, druga stanowi rezerwę. Wlew paliwa znajduje się na prawej burcie kadłuba.
Instalacja przeciwpożarowa stosowana w Mi-2 składa się z sygnalizatorów DPS oraz trzech butli ze środkiem gaśniczym – freonem 114W2. W późniejszym czasie freon zastąpiono nowszą, bardziej ekologiczną substancją. Po pojawieniu się pożaru automatycznie opróżniana jest pierwsza butla. Jeśli pożar nie zostanie ugaszony, pilot ręcznie opróżnia butle drugiej, a w razie potrzeby i trzeciej kolejności. Dla zapewnienia dodatkowej ochrony w kabinie zamontowano małą gaśnicę ręczną OS-2, w późniejszym okresie zastąpioną gaśnicą halonową GH-1X.
W celu zabezpieczenia śmigłowca przed lodem, posiada on instalację przeznaczoną do jego usuwania. Instalacja przeciwoblodzeniowa obejmuje górne sekcje, dolne sekcje oraz krawędzie natarcia łopat wirników, odbiorniki ciśnień powietrza PWD-6M, przednią szybę pilota oraz wloty powietrza do silników. Wloty powietrza są ogrzewane za pomocą gorącego oleju oraz powietrza pochodzącego ze sprężarek silników. Natomiast do ogrzewania pozostałych elementów wykorzystuje się prąd przemienny 208V 400 Hz. Standardowo instalacja ogrzewania łopat uruchamiana jest ręcznie przez pilota na podstawie wskazań wizualnego wskaźnika oblodzenia lub automatycznie na komendę odpowiedniego czujnika.
Układ sterowania śmigłowcem Mi-2 opiera się na instalacji hydraulicznej. Jest to duży skok technologiczny w porównaniu do śmigłowców Mi-1, gdzie stosowano głównie układ mechaniczny (za pomocą linek). Sterowanie lotem śmigłowca odbywa się za pomocą drążka sterowego, a moc silników regulowana jest przez sterowanie dźwignią skoku i mocy. Śmigłowiec nie posiada autopilota, ani zdublowanej instalacji hydraulicznej. Jednakże w przypadku uszkodzenia instalacji hydraulicznej możliwe jest kontynuowanie lotu, chociaż sterowanie jest wtedy bardzo utrudnione.
Początkowo wyposażenie radiowe składało się z dwóch radiostacji R-860 „Bakłan-5” i R-842, radiokompasu ARK-U2, radiowysokościomierza RW-UM oraz rozmównicy pokładowej SPU-7 służącej do komunikacji wewnętrznej. W późniejszym czasie urządzenia wymieniano na nowsze, produkcji zachodniej, np. w miejsce radiokompasu ARK-U2 zamontowano radiokompas KR87. Ponadto część śmigłowców wykorzystywanych przez Policję oraz Straż Graniczą wyposażono w odbiorniki GPS.
Śmigłowiec Mi-2 posiada instalację prądu stałego, a także prądu przemiennego. Głównym źródłem prądu stałego były dwie prądnice 28,5 V, każda o mocy 3 kW. Awaryjnym źródłem były dwa akumulatory 12SAM28, które umieszczono w niewielkiej wnęce w przedniej części kadłuba. W niektórych wariantach z uwagi na zastosowane dodatkowe wyposażenie (np. działko NS-23) jeden akumulator przeniesiono do zasobnika pod belką ogonową. Źródłem prądu przemiennego był generator trójfazowy 208 V o mocy 16 kVA.

## Cechy pilotażowo-użytkowe
Śmigłowiec Mi-2 jest śmigłowcem dwusilnikowym zaliczanym do śmigłowców klasy B, co oznacza, że z uwagi na niewystarczającą moc jednego silnika do wszystkich faz lotu pilot, po awarii jednego z silników, jest zmuszony wykonać lądowanie awaryjne na jednym pracującym silniku (zwane czasem lądowaniem zapobiegawczym z wyborem miejsca przyziemienia) – na co została opracowana procedura ujęta w Instrukcji Użytkowania w Locie. W momencie rozpoczynania produkcji był jednym z pierwszych lekkich śmigłowców w układzie dwusilnikowym. Obecnie nie spełnia on już standardów przyjętych w ratownictwie medycznym – głównie z powodu zbyt dużej masy własnej, niewystarczającej mocy zespołu napędowego, dużego zużycia paliwa, braku możliwości lotów IFR, dużego hałasu w kabinie oraz niskiego pułapu zawisu bez wpływu ziemi.

## Warianty i modyfikacje

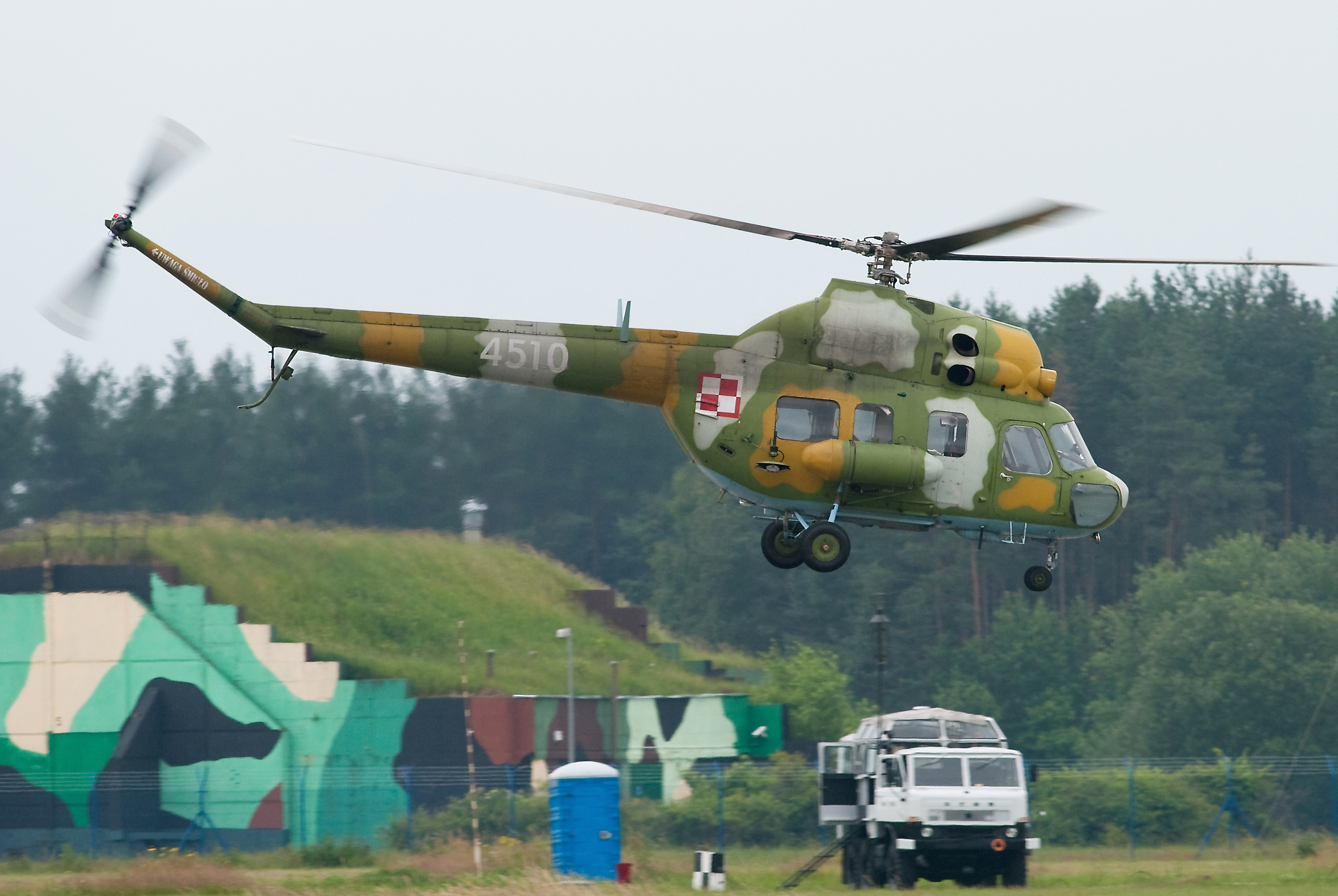
Mi-2 T. Rok 2013

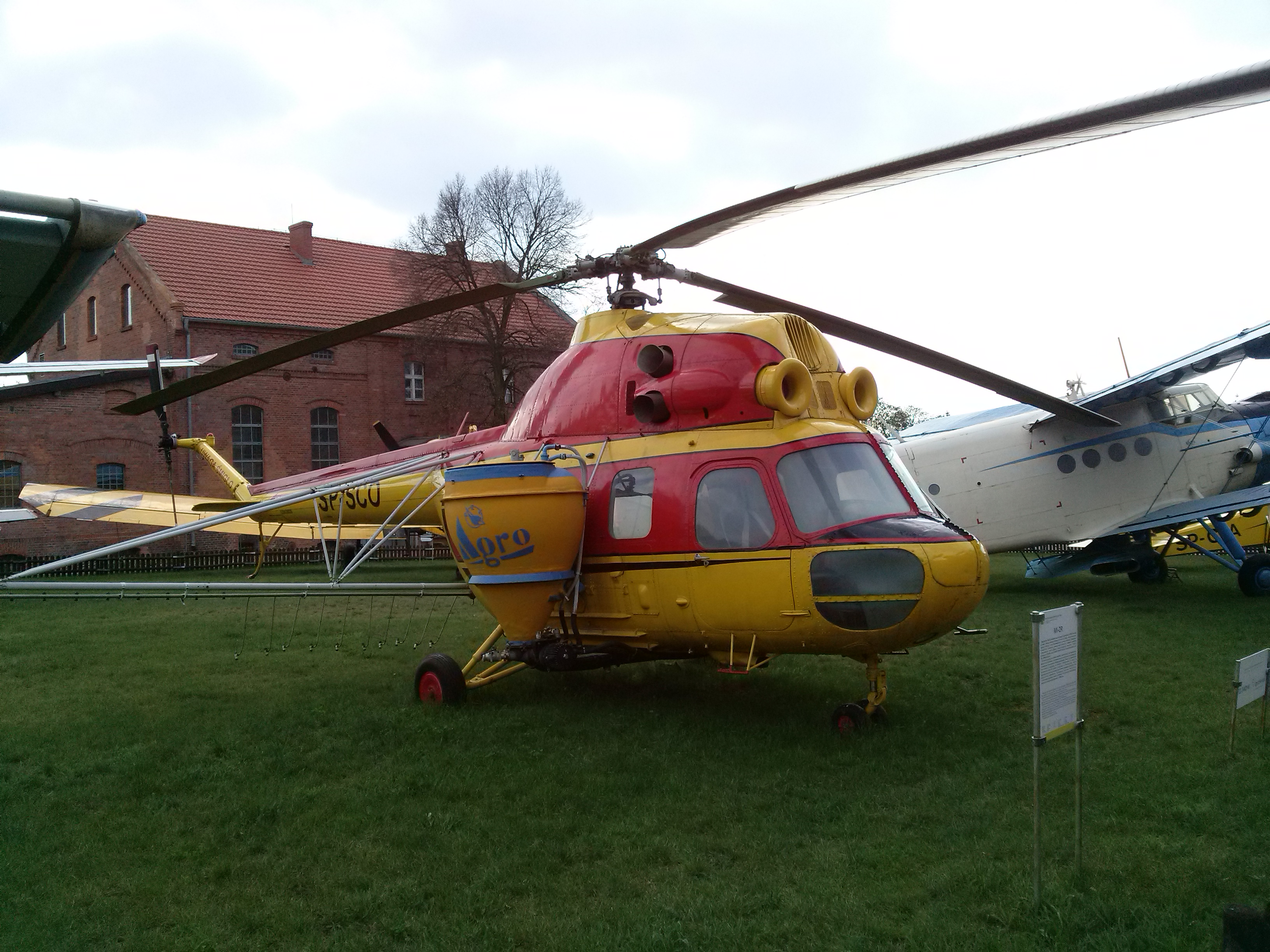
Mi-2 R. Rok 2017

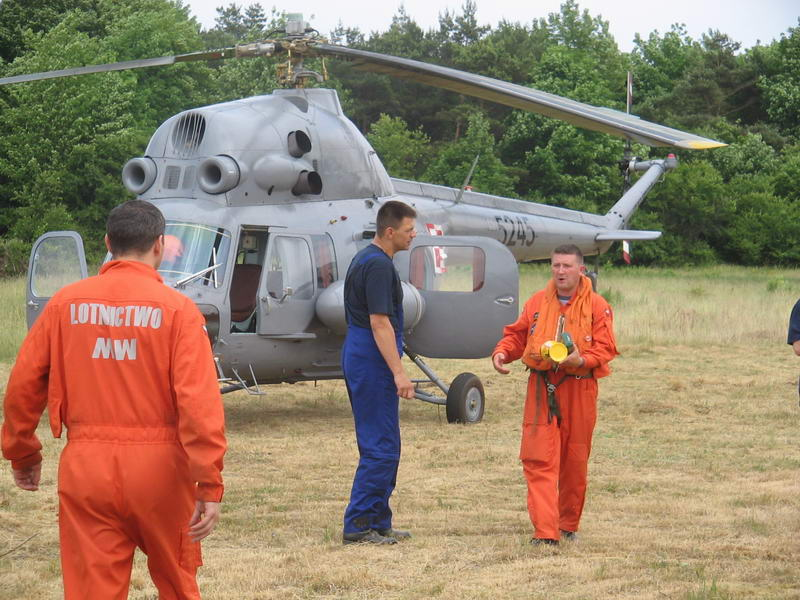
Mi-2 D należący do Marynarki Wojennej. Rok 2007

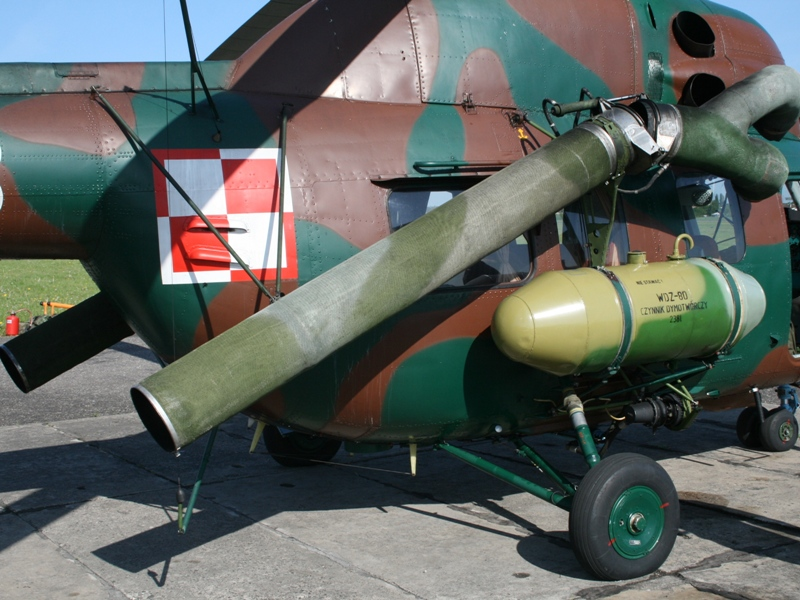
Śmigłowiec Mi-2 Ch „Chekla”. Widoczna instalacja dymotwórcza. Rok 2008

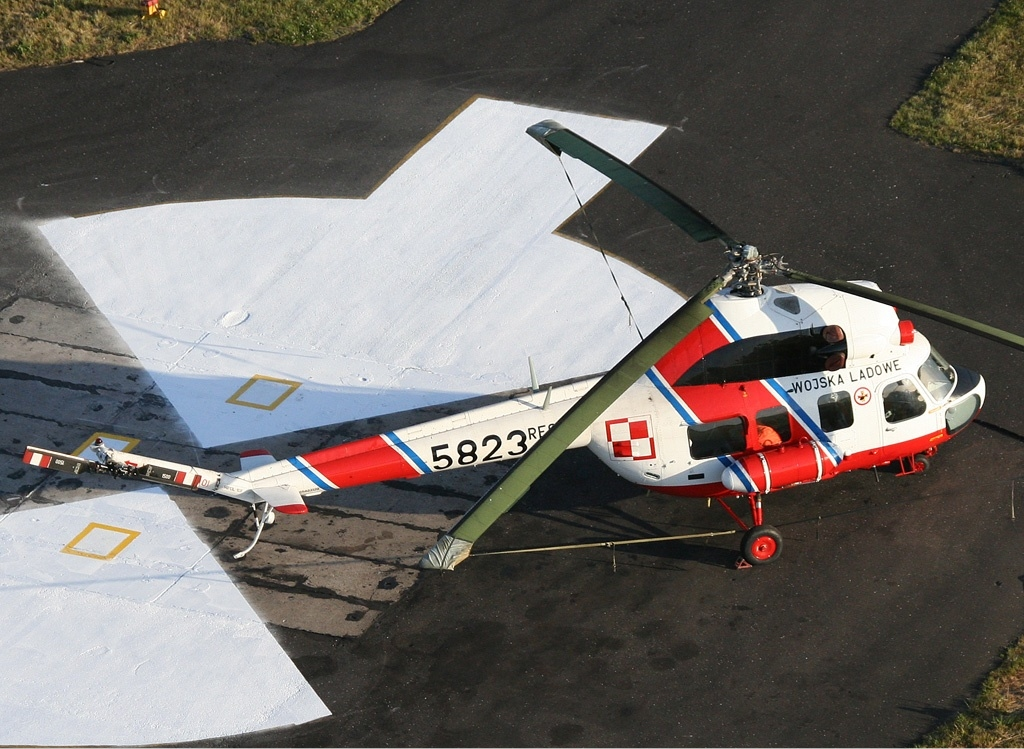
Mi-2 RL

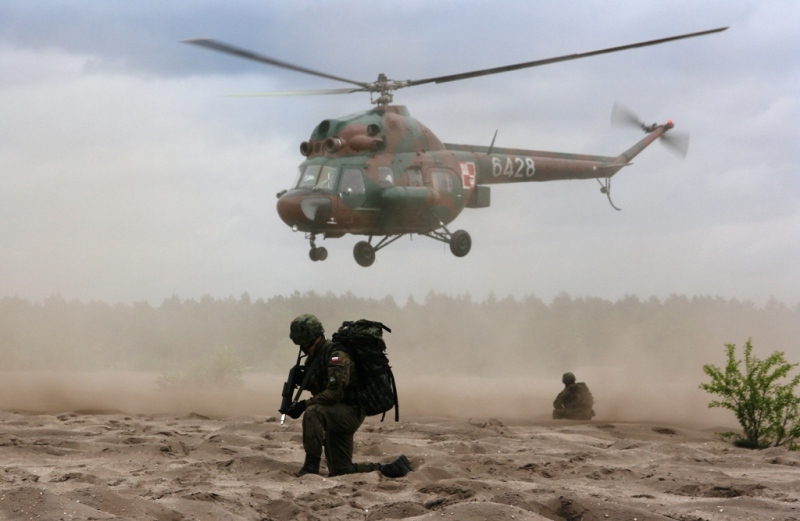
Mi-2 Ro podczas ćwiczeń przygotowawczych 10BKPanc do VIII zmiany PKW Afganistan. Rok 2010

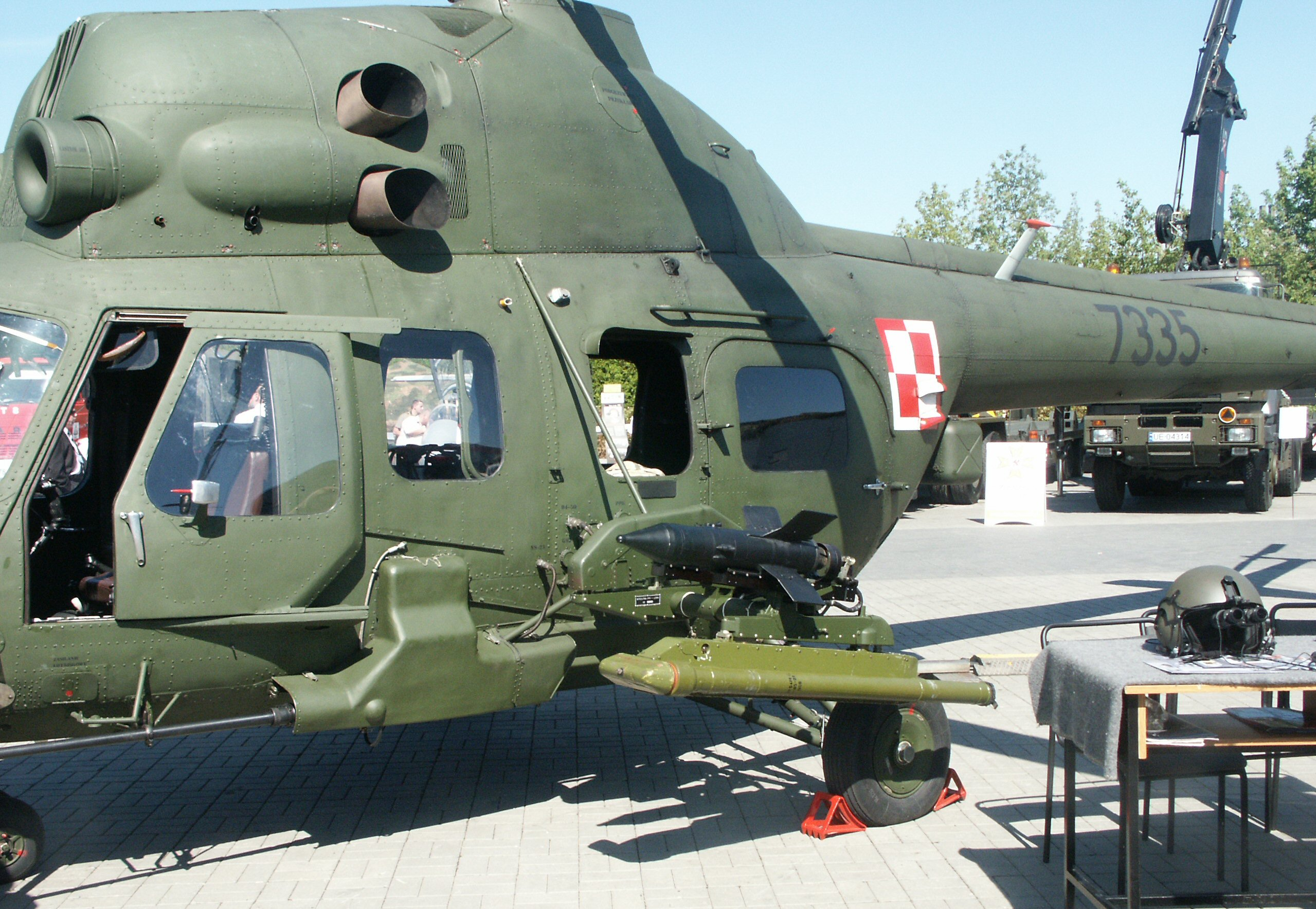
Mi-2 URP-G „Gniewosz”. Doskonale widać działko NS-23 oraz belkę „Salamandra-Gniewosz” z przymocowanymi rakietami Malutka oraz Strzała 2M. Rok 2009

Śmigłowce Mi-2 produkowane były w kilku wersjach podstawowych:
- Mi-2 T – wariant transportowy przeznaczony do przewozu 8 osób albo ładunku o masie do 700 kg wewnątrz kabiny. Ponadto śmigłowiec w tej wersji posiadał dźwig elektryczny z wysięgnikiem nad drzwiami kabiny pomocny przy załadunku przedmiotów o masie do 120 kg[7][6]. Pod kadłubem znajduje się urządzenie zaczepowe, sterowane elektrycznie, do podwieszania ładunku o masie do 800 kg[15] (dla zastosowania jako dźwig latający, m.in. w przedsiębiorstwach Instal w Nasielsku i Mostostal[6]).
- Mi-2 R – wariant rolniczy przeznaczony do rozpylania ciekłych pestycydów oraz zrzucania nawozu w postaci proszków i granulatu. Śmigłowiec w tej wersji wyposażono w dwa laminatowe zbiorniki (każdy o pojemności 600 l lub łącznie 700 kg[16]) zamocowane po bokach kadłuba oraz kratownice do podwieszania rur opryskowych i atomizerów. W zależności od zastosowania śmigłowca zbiorniki posiadały dysze zakończone pompami (oprysk) lub wentylatorem (rozpylanie). W wersji do wysiewania nawozów stosowane były tunele pneumatyczne z wentylatorami lub rozsiewacze tarczowe (zarówno jedne jak i drugie napędzane silnikami elektrycznymi). Maszynę w tym wariancie oblatał pilot Stanisław Gajewski 20 czerwca 1968 roku[8]. Ogółem wyprodukowano 350 śmigłowców w tym wariancie[17], z czego większość trafiła na eksport do ZSRR. W kraju Mi-2 w wariancie rolniczym wykorzystywano głównie w PGR-ach[6] w zachodniej i północno-zachodniej Polsce, zaś za granicą na przykład w Afryce i krajach Bliskiego Wschodu[8];
- Mi-2 P – wariant pasażerski przeznaczony do przewozu 6 lub 8 pasażerów wraz z bagażem. Kabina pasażerska Mi-2 P różniła się od tej z wersji transportowej fotelami z lepszą tapicerką, a także zamocowaniem składanego stolika, pokryciem ścian dźwiękoszczelnymi panelami i wyłożeniem podłogi wykładziną[7][8];
- Mi-2 Sz (lub Mi-2U) – wariant szkolny wyposażony w układ podwójnych sterownic[8];
- Mi-2 SR – wariant sanitarno-ratowniczy. Śmigłowce w tej wersji wyposażono w specjalne szyny, które umożliwiły umocowanie w kadłubie dwóch noszy. W ten sposób możliwe było przewożenie dwóch chorych na noszach, a dwóch kolejnych na siedzeniach. Ponadto w śmigłowcu znajdowało się jeszcze jedno miejsce dla lekarza lub sanitariusza. Maszyny w wariancie sanitarnym wyposażono także w podstawowe wyposażenie instalowane w karetkach. Pierwsze śmigłowce w tej wersji dostarczono do służb ratunkowych w roku 1972[8].

Oprócz tego dla potrzeb polskich przedsiębiorstw i instytucji rządowych w Ośrodku Badawczo-Rozwojowym przy WSK Świdnik opracowano specjalistyczne śmigłowce m.in.:
- maszynę w wersji retransmisyjno-reportażowej, zbudowaną w roku 1974 dla TVP. Egzemplarz ten otrzymał nr rej. SP-TVA[6];
- cztery maszyny w wariancie polarnym zbudowane w 1978 dla Polskiej Akademii Nauk, przeznaczone dla naukowców z polskich stacji badawczych na Antarktydzie. Śmigłowce w tym wariancie wyposażono w urządzenia do nawigacji w rejonach podbiegunowych, zmodyfikowane radiostacje oraz kamery fotograficzne i dodatkowe reflektory[6];
- maszyny wyposażone w specjalistyczne kamery termowizyjne dla Przedsiębiorstwa Usług Lotniczych „Aeropol”. Wykorzystywano je do sprawdzania linii wysokiego napięcia (np. wykrywania uszkodzeń izolatorów), a także kontroli rurociągów naftowych i gazowych oraz lasów;
- kilka maszyn przystosowanych do pomiaru promieniowania elektromagnetycznego i rozchodzenia się fal;

### Warianty opracowane przez WSK Świdnik dla wojska
Oprócz wariantów cywilnych opracowano także wersje specjalistyczne przeznaczone dla wojska:
- Mi-2 D „Przełącznik” (ew. Przełącznik III) – wariant dowódczy, powstały w 1967 roku. Maszyny w tym wariancie zaprojektowano jako latające stanowiska dowodzenia, w tym celu wyposażono je w specjalistyczny sprzęt łączności. Wszystkie śmigłowce w tej wersji trafiły do Wojska Polskiego[8][18].
- Mi-2 RM – wariant ratownictwa morskiego. Wersję tę opracowano w roku 1969. Śmigłowce Mi-2 RM posiadały dodatkowy zbiornik paliwa w kadłubie, podnośnik hydrauliczny, apteczkę, nosze oraz tratwy ratunkowe. W roku 1975 przeprowadzono próby z nadmuchiwanymi pływakami zamocowanymi na Mi-2 RM, jednakże ostatecznie z nich zrezygnowano. Zbudowano łącznie 16 śmigłowców w tym wariancie, trafiły one do 28 Eskadry Ratowniczej MW i 18 Eskadry Lotnictwa Łącznikowego MW[8].
- Mi-2 RL – wariant ratownictwa lądowego. Maszyny w tej wersji zostały wyposażone w podnośnik zainstalowany po lewej stronie kadłuba, reflektory, nosze i zestaw pierwszej pomocy. Pierwszy śmigłowiec w tym wariancie powstał w listopadzie 1975 roku. Ogólnie powstało 10 Mi-2 RL[8].
- Mi-2 RO „Bażant” (lub Mi-2R) – wariant rozpoznawczy. Wersja ta powstała na początku lat 70. XX wieku jako śmigłowiec przeznaczony do ogólnego rozpoznania i obserwacji pola walki. Wyposażenie specjalistyczne składa się z dwóch aparatów fotograficznych, jeden został umieszczony w oknie kabiny, drugi zaś w zasobniku pod podstawą belki ogonowej. Pierwsze śmigłowce w tym wariancie uzbrojone były jedynie w dwa karabiny maszynowe PK kal. 7,62 mm. Późniejsze posiadały ponadto działko NS-23[8][11].
- Mi-2 „Platan” – wariant minowania narzutowego opracowany pod koniec lat 80. XX wieku[19]. Śmigłowiec posiada w kabinie specjalny wyrzutnik min, w miejscu zdemontowanych lewych drzwi[19]. Ponadto szyby w oknach zastąpione metalowym ekranem. Śmigłowiec dostosowany jest do minowania za pomocą min MN-111 i MN-121[8]. Przebudowano w ten sposób 18 śmigłowców[19].
- Mi-2 Ch „Chekla” – wariant przeznaczony do stawiania zasłon dymnych powstały w latach 80. XX wieku. Śmigłowce w tej wersji wyposażono w system WZD-80. System działa na zasadzie wykorzystania ciepłych gazów spalinowych pochodzących z silników maszyny do wytworzenia dymu. Generatory dymu zostały zainstalowane na zewnętrznych wspornikach w tylnej części kadłuba. Ponadto śmigłowce Mi-2 Ch wyposażono w zestaw do wykrywania skażeń, taki sam jak na śmigłowcach Mi-2RS[8].
- Mi-2 RS „Padalec” – wariant rozpoznania skażeń, opracowany w latach 70. XX wieku. Śmigłowce w tej wersji wyposażono w kilka zestawów specjalistycznego sprzętu do wykrywania skażeń. Pierwsze śmigłowce wyposażono w zestaw Aligator (rentgenometr DPS-68 (DP-3), czujnik skażenia DPL-67, przyrząd rozpoznania chemicznego PchR-57 służący do pobierania próbek skażonej gleby lub wody). Później wyposażenie uzupełniono rentgenometrem lotniczym RL-75. Ten zestaw nosił nazwę Pyton. Ostatni zestaw wyposażenia Ikar składa się z: rentgenometrów DPS-68, DPL-67, RL-75, czujników GSA-12 i GO-27, nowego urządzenia ZWG służącego do pobierania próbek skażonej gleby oraz urządzenia 21-A do pobierania próbek skażonego powietrza. Ponadto śmigłowiec został wyposażony we filtr KUFW, który chroni załogę przez skutkami przebywania w skażonej strefie[8].
- Mi-2 FM – wariant fotogrametryczny, wyposażony w aparat WILD RC-8 zainstalowany w tylnej części kadłuba[8].
- Mi-2 US – pierwszy wariant uzbrojony, z uzbrojeniem strzeleckim, opracowany na przełomie lat 60/70 XX wieku. Wersja ta posiadała instalację fotokarabinu S-13. Uzbrojenie stanowiło jedno stałe działko NS-23 kalibru 23 mm mocowane na zewnątrz na lewej burcie (100 nabojów) i cztery karabiny maszynowe PKT kal. 7,62 mm zamocowane parami na wysięgnikach po obu stronach kadłuba (po 500 nabojów), z możliwością zamocowania dwóch dalszych ruchomych karabinów maszynowych PK w oknach[20]. Pilot dysponował celownikiem kolimatorowym PKW[20]. Zbudowano 2 prototypowe i 28 seryjnych śmigłowców US (seryjne w latach 1972-73)[21]. Dostawy tego wariantu do jednostek wojskowych rozpoczęto w roku 1973[4]. Analogiczna wersja, ale bez działka, dostarczana była dla NRD[22].
- Mi-2 URN „Żmija” – wariant uzbrojony w wyrzutnie rakiet niekierowanych (RN). W tej wersji po bokach kadłuba zastosowano dwie podwieszane wyrzutnie Mars-2 dla 16 rakiet S-5 kal. 57 mm każda[20]. Poza tym uzbrojenie stanowiło jeszcze działko NS-23 i dwa ruchome km PK umieszczone w oknach[20]. Wyprodukowano w 1973 roku 7 egzemplarzy, a 18 dalszych przebudowano z Mi-2 US[21]. Pierwsze śmigłowce w tym wariancie pojawiły się w 49 Pułku w roku 1973, a nieco później także i w 56 Pułku[23][4]. Alternatywnie można było przenosić dwie bomby o masie do 100 kg[22]. Analogiczna wersja, ale bez działka, dostarczana była dla NRD[22]
- Mi-2 URS – prototypowy wariant uzbrojony w rakiety przeciwlotnicze z początku lat 80. Konstrukcję oparto na Mi-2 URN, jednakże zamiast wyrzutni Mars-2 zainstalowano belki Gad z dwoma pociskami 9M32M Strzała-2M samonaprowadzanymi termicznie (łącznie cztery pociski)[19]
- Mi-2 URP „Salamandra” – wariant uzbrojony w wyrzutnie rakiet przeciwpancernych (RP). W tej wersji uzbrojenie stanowiło działko NS-23 oraz cztery belkowe wyrzutnie kierowanych pocisków przeciwpancernych 9M14M Malutka, z czterema rakietami zapasowymi do przeładowania po wylądowaniu w ciągu kilku minut[21]. Dwa prototypowe przebudowano z Mi-2 US, a następnie w latach 1975–1984 zbudowano 44[21]. Śmigłowce w tym wariancie trafiły do WP w roku 1975[23][4].
- Mi-2 URP-G „Gniewosz” – zmodyfikowany Mi-2 URP, w którym standardowe mocowanie rakiet przeciwpancernych zamieniono na zintegrowaną belkę „Salamandra-Gniewosz”. W ten sposób pod końcówką każdego z wysięgników możliwa jest instalacja dwóch rakiet przeciwlotniczych Strzała 2M. Przebudowano pierwotnie 6 maszyn, używanych od 1988 roku[19].

### Modernizacje konstrukcji

#### Mi-3/Mi-22
W ZSRR przy pracach nad prototypem W-2 powstała koncepcja stworzenia powiększonego śmigłowca, który miałby służyć do przewozu 10 osób. Projekt oznaczono wstępnie jako Mi-3. Zmiany jakie wprowadzono w stosunku do Mi-2 obejmowały przekonstruowanie kadłuba oraz podwozia. Powiększono tylną część kadłuba, a także wprowadzano tam właz. Makieta nowego śmigłowca powstała w roku 1964. Projekt upadł ze względu na brak dostępu do odpowiednich silników. Początkowo planowany napęd pochodzący z Mi-2, składający się z dwóch silników turbowałowych GTD-350, okazał się za słaby.
W tym samym czasie powstał drugi projekt powiększonego śmigłowca opartego na Mi-2. Projekt ten początkowo oznaczono jako W-20, a w roku 1965 zmieniono oznaczenie na Mi-22. Śmigłowiec Mi-22 miał być przeznaczony do transportu drużyny piechoty. W stosunku do Mi-2 wydłużono kadłub, wprowadzono nowe, szerokie odsuwane drzwi w kabinie pasażerskiej, zmieniono podwozie na płozowe i wprowadzono nowy, czterołopatowy wirnik główny. W związku ze wzrostem masy (ok. 4300 kg) śmigłowiec miał otrzymać, także nowy silnik – GTD-10A. Projekt przerwano na początku lat 70. XX wieku w związku z opracowaniem śmigłowca Mi-24, który przejął zadania transportu drużyny piechoty przewidywane dla Mi-22.

#### Mi-2M (WSK Świdnik)

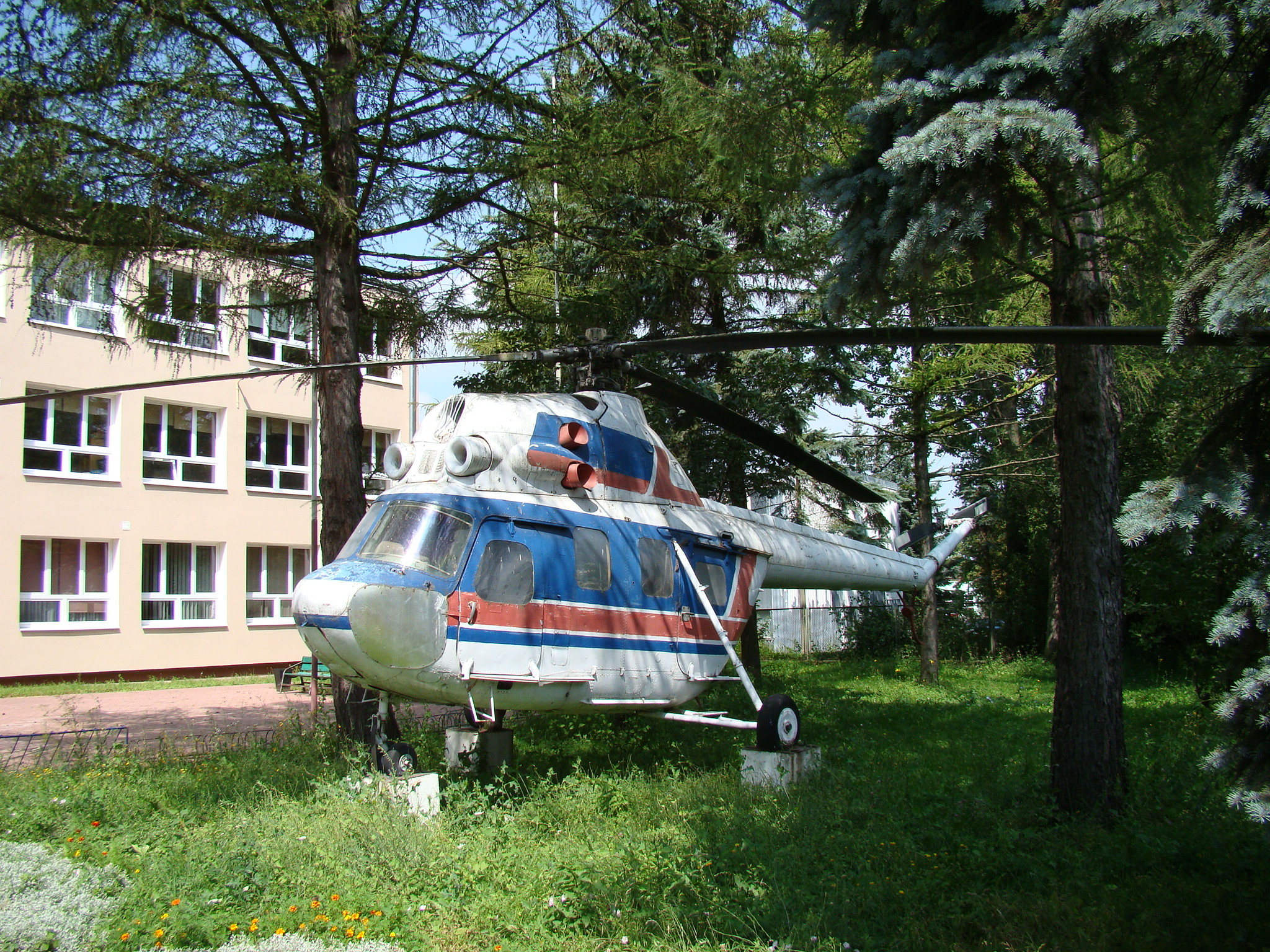
Mi-2M2 znajdujący się przed PCEZ w Świdniku. Rok 2013

W roku 1968 w zakładach WSK Świdnik pod kierunkiem mgr inż. M. Czerwińskiego opracowano powiększoną wersję śmigłowca Mi-2 oznaczoną jako Mi-2M. Pracę nad modernizacją podzielono na dwa etapy. Pierwszy (Mi-2M1) obejmował tylko zmianę napędu na mocniejsze silniki GTD-350P o mocy po 331 kW (450 KM). Drugi etap (Mi-2M2) przewidywał przekonstruowanie kadłuba (dzięki czemu mógł pomieścić większą liczbę pasażerów) oraz podwozia, a także zastosowanie nowej instalacji paliwowej. Ponadto zastosowano płaską podłogę i nowe, odsuwane drzwi, które ułatwiły proces załadunku oraz wciągarkę. Śmigłowiec mógł zabrać oprócz pilota 11 pasażerów.
Mi-2M2 został oblatany 1 lipca 1974 roku przez załogę: pilot doświadczalny Janusz Ochalik (pilot) i mgr inż. Zbigniew Dąbski (nawigator, późniejszy pilot doświadczalny). W tym samym roku podjęto produkcję serii kilku sztuk. Ostatecznie badania wykazały, że zastosowane silniki są niewystarczające wobec wzrostu masy jaki nastąpił wskutek przekonstruowania kadłuba. Z powodu braku odpowiednich silników, produkcji seryjnej nie podjęto.

#### Mi-2B
W tajemnicy przed ZSRR, w roku 1980 Polska podpisała umowę z Libią na dostawę 50 zmodernizowanych śmigłowców Mi-2. W zamian strona libijska zobowiązała się dostarczyć ropę naftową. Choć oficjalnie miały to być maszyny cywilne, przeznaczone były dla Libijskich Sił Powietrznych.
Pracę nad modernizacją podjęto od razu po podpisaniu umowy. Śmigłowce dla Libii oznaczono jako Mi-2B. Modernizacja dotyczyła zamontowania amerykańskiej nowocześniejszej awioniki Bendix-King, dzięki czemu śmigłowiec był lżejszy (o prawie 300 kg) i lepiej wyważony. Poza tym maszynę dodatkowo doposażono w transponder. W maszynach standardowo zamontowano silniki GTD-350W o mocy 425 KM, jednakże były to egzemplarze specjalnie wyselekcjonowane jako najlepsze i najmocniejsze. Ponadto śmigłowce Mi-2B zostały wyposażone w łopaty wirników bez instalacji przeciwoblodzeniowej. Było to zbędne ze względu na panujący w Libii klimat.

#### Mi-2 plus

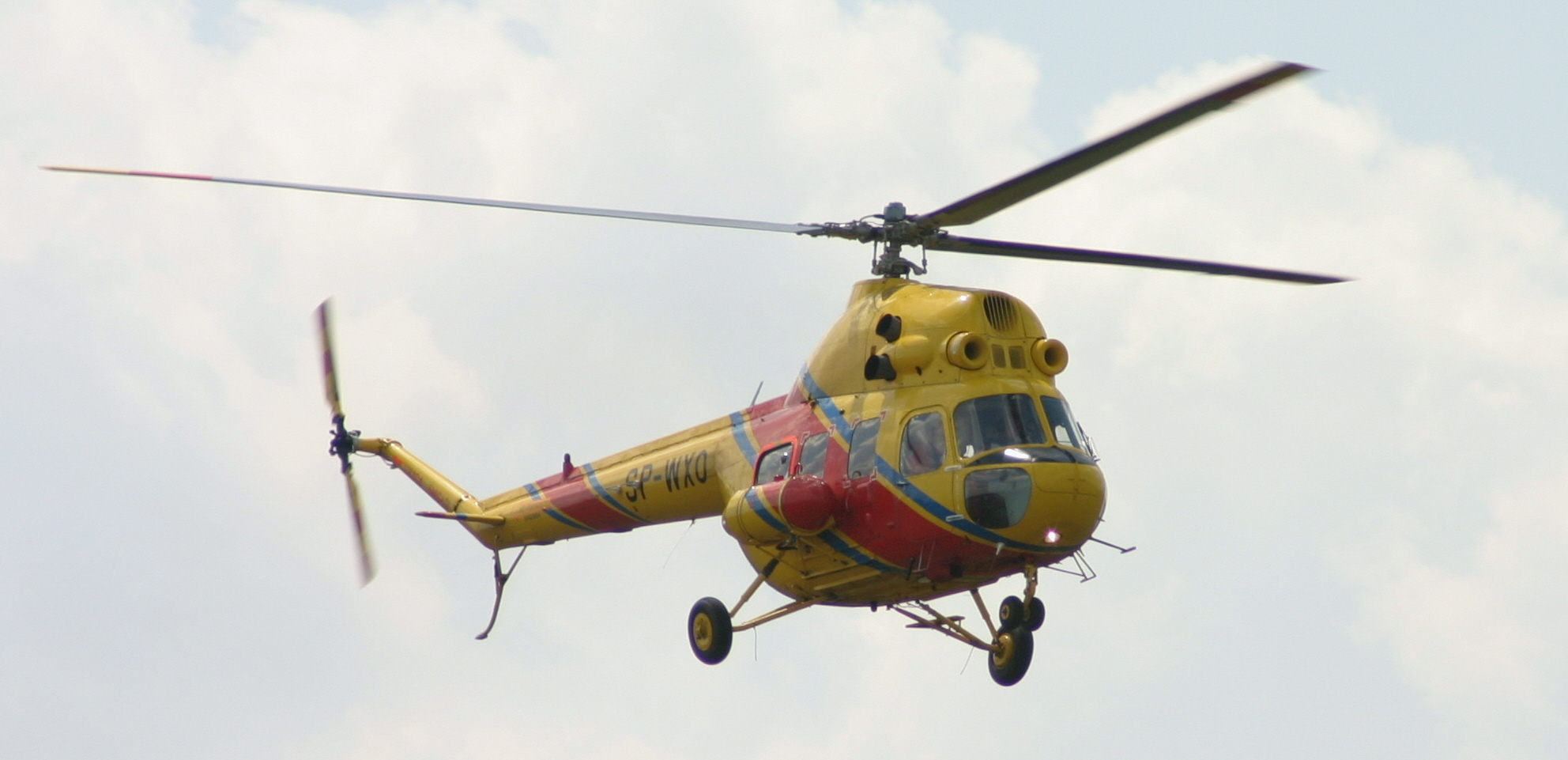
Mi-2 plus w barwach LPR

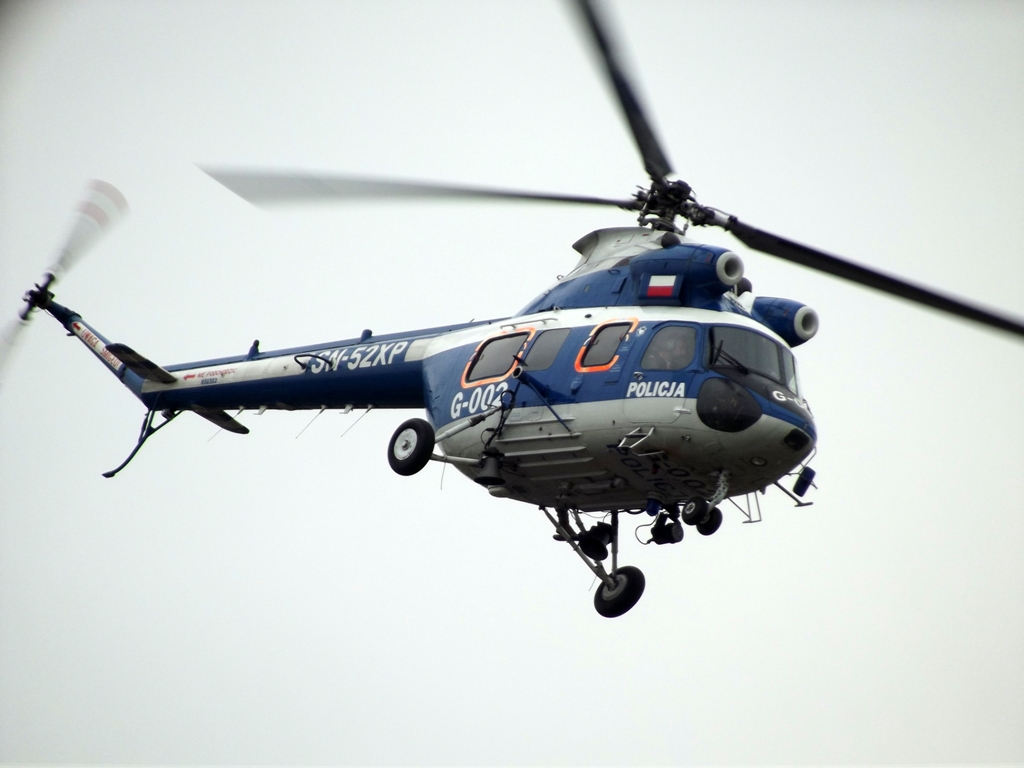
PZL Kania w barwach Policji

Mi-2 plus jest opracowaną w WSK Świdnik w XXI wieku modernizacją Mi-2. Główne zmiany w porównaniu do pierwowzoru to zastosowanie mocniejszych silników GTD-350W2 o mocy startowej i nadzwyczajnej 435 KM (319,9 kW), laminowanych łopat wirnika nośnego zamiast metalowych oraz nowej aparatury radiowo-nawigacyjnej firm Honeywell i Garmin. Śmigłowce Mi-2 zmodernizowane do standardu plus weszły na wyposażenie LPR w roku 2003 i pozostały w służbie do roku 2011, kiedy to zostały zastąpione przez śmigłowce Eurocopter EC135. Nabywcą używanych dotąd w LPR Mi-2 plus stało się polskie przedsiębiorstwo Heliseco. Oprócz przeprowadzenia modernizacji Mi-2 znajdujących się na wyposażeniu LPR, w latach 2003–2005 wyprodukowano od podstaw 11 lub 12 śmigłowców Mi-2 plus dla indonezyjskiej policji (dostarczone w 2005 roku).
Innymi użytkownikami Mi-2 plus są: polska Policja (nr rej. SN-07XP) oraz Hispánica de Aviación (nr rej. SP-SGI)

#### PZL Kania
PZL Kania to polski śmigłowiec opracowany na przełomie lat 70. i 80. XX wieku w WSK Świdnik na podstawie Mi-2 z przeznaczeniem na rynki zachodnie. W stosunku do Mi-2 śmigłowiec Kania otrzymał nowe amerykańskie silniki Allison 250-C20B oraz zachodnią awionikę. Przekonstruowano ponadto kadłub i zastosowano nowe wyposażenie wnętrza oraz laminowane łopaty wirników. W oparciu o PZL Kania planowano, także opracować kolejne śmigłowce: PZL Taurus II oraz PZL Kormoran, jednakże te projekty nie doczekały się realizacji.

#### Mi-2M (Rostwiertoł)
Mi-2M to modernizacja śmigłowca Mi-2 oferowana w roku 1998 dla rosyjskiej Federalnej Służby Granicznej przez rosyjską firmę Rostwiertoł. Modernizacja zakładała zmianę drzwi z odchylanych na odsuwane, założenie mocowań dla broni żołnierzy patrolu i karabinu maszynowego, noktowizora. W dalszej perspektywie zakładano możliwość głębszej modernizacji polegającej na wymianie silników na Allison, powiększenia instalacji paliwowej, wymiany łopat wirników na kompozytowe, wymiany awioniki, założenia GPS TNL600, termowizora, itp.

#### Mi-2A
W roku 2003 dwie rosyjskie firmy Mil i Rostwiertoł postanowiły uruchomić produkcję zmodernizowanej wersji Mi-2 oznaczonej jako Mi-2A. Nowa wersja posiada nowe, francuskie silniki Turbomeca Arrius-2Mi (o mocy 450 KM) z nowymi agregatami i systemami oraz całkowicie wymienioną nowoczesną awioniką.
W roku 2012 ogłoszono, że w Chinach w prowincji Hebei powstanie fabryka produkująca na licencji śmigłowce Mi-2A. Oprócz tego fabryka ma zająć się także obsługą i remontami śmigłowców Mil.

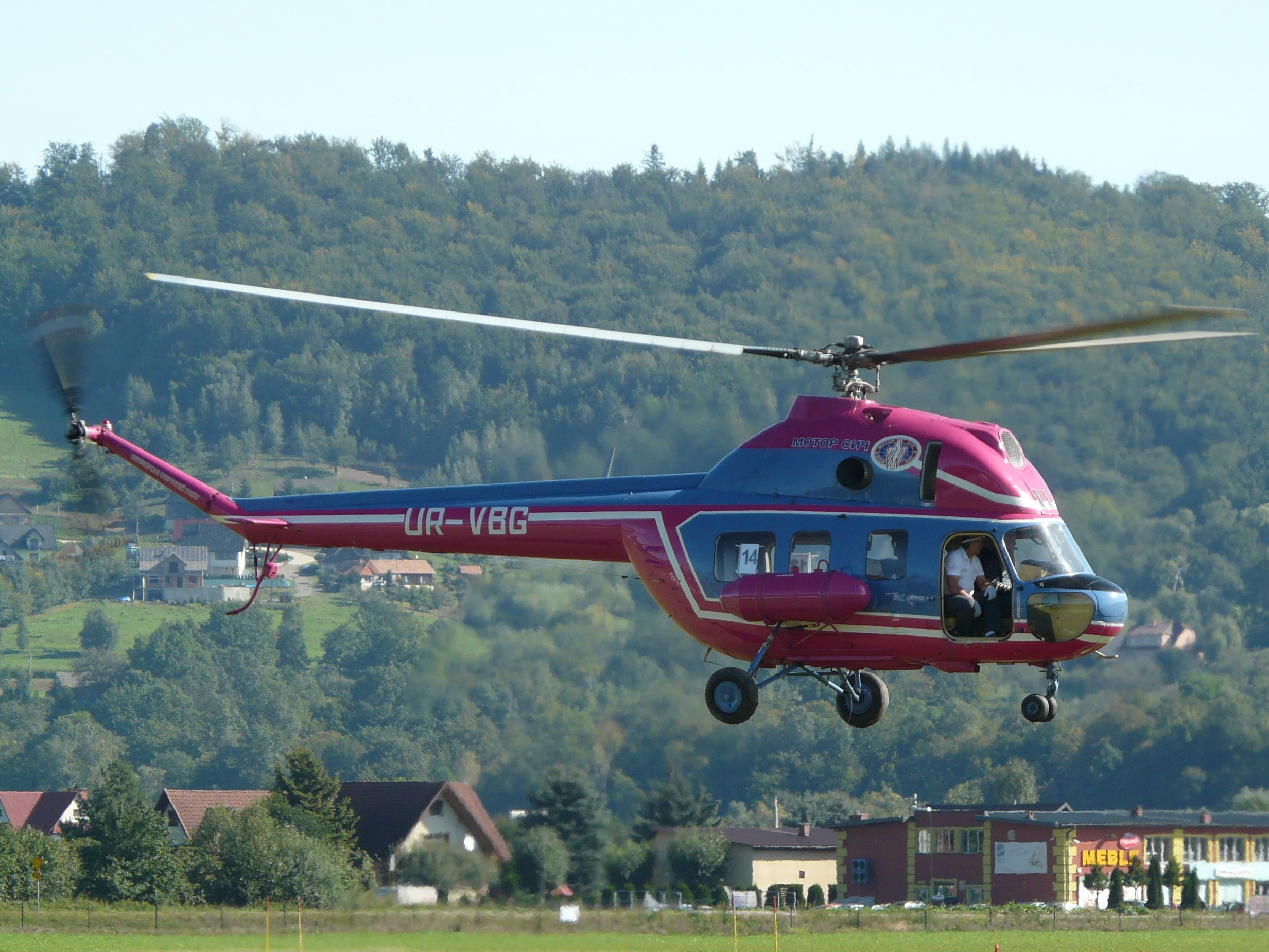
Mi-2MSB, podczas zawodów śmigłowcowych w Polsce

#### Mi-2MSB-2/MSB-2
Po przejęciu zakładów WiAZ w Winnicy przez przedsiębiorstwo Motor Sicz w roku 2011 rozpoczęto prace nad modernizacją śmigłowców Mi-2. Zmodernizowaną wersję oznaczono jako MSB-2. Posiada ona przede wszystkim nowe, ukraińskie silniki AI-450M o mocy 400–465 KM oraz nową awionikę.
W roku 2012 zapowiedziano, że do tego standardu zostanie 12 śmigłowców Mi-2 wykorzystywanych przez ukraińskie ministerstwo spraw wewnętrznych.

## Porównanie danych technicznych różnych wariantów
|                               | Mi-2 T (wariant transportowy)                | Mi-2 R (wariant rolniczy)                    | Mi-2URN „Żmija” (wariant uzbrojony)          | Mi-2M               | Mi-2 plus            | PZL Kania                   |
| ----------------------------- | -------------------------------------------- | -------------------------------------------- | -------------------------------------------- | ------------------- | -------------------- | --------------------------- |
| Napęd                         | 2 silniki GTD-350 lub 2× GTD-350W            | 2 silniki GTD-350 lub 2× GTD-350W            | 2 silniki GTD-350 lub 2× GTD-350W            | 2× silniki GTD-350P | 2× silniki GTD-350W2 | 2× silniki Allison 250-C20B |
| Moc maksymalna                | 2× 400 KM (GTD-350) lub 2× 425 KM (GTD-350W) | 2× 400 KM (GTD-350) lub 2× 425 KM (GTD-350W) | 2× 400 KM (GTD-350) lub 2× 425 KM (GTD-350W) | 2× 450 KM           | 2× 435 KM            | 2× 426 KM                   |
| Prędkość maksymalna [km/h]    | 210                                          | 155                                          | 210                                          | 210                 | 210                  | 210                         |
| Masa własna [kg]              | 2375                                         | 2553–2589                                    | 2400                                         | 2500                | 2410                 | 2000                        |
| Maksymalna masa startowa [kg] | 3550                                         | 3550                                         | 3700                                         | 3700                | 3550                 | 3550                        |
| Zasięg lub długotrwałość lotu | 270 km                                       | 40–50 min                                    | 580 km                                       | 350 km              | 600 km               | 435 km                      |

Źródła:,,,,,.

## Zastosowanie

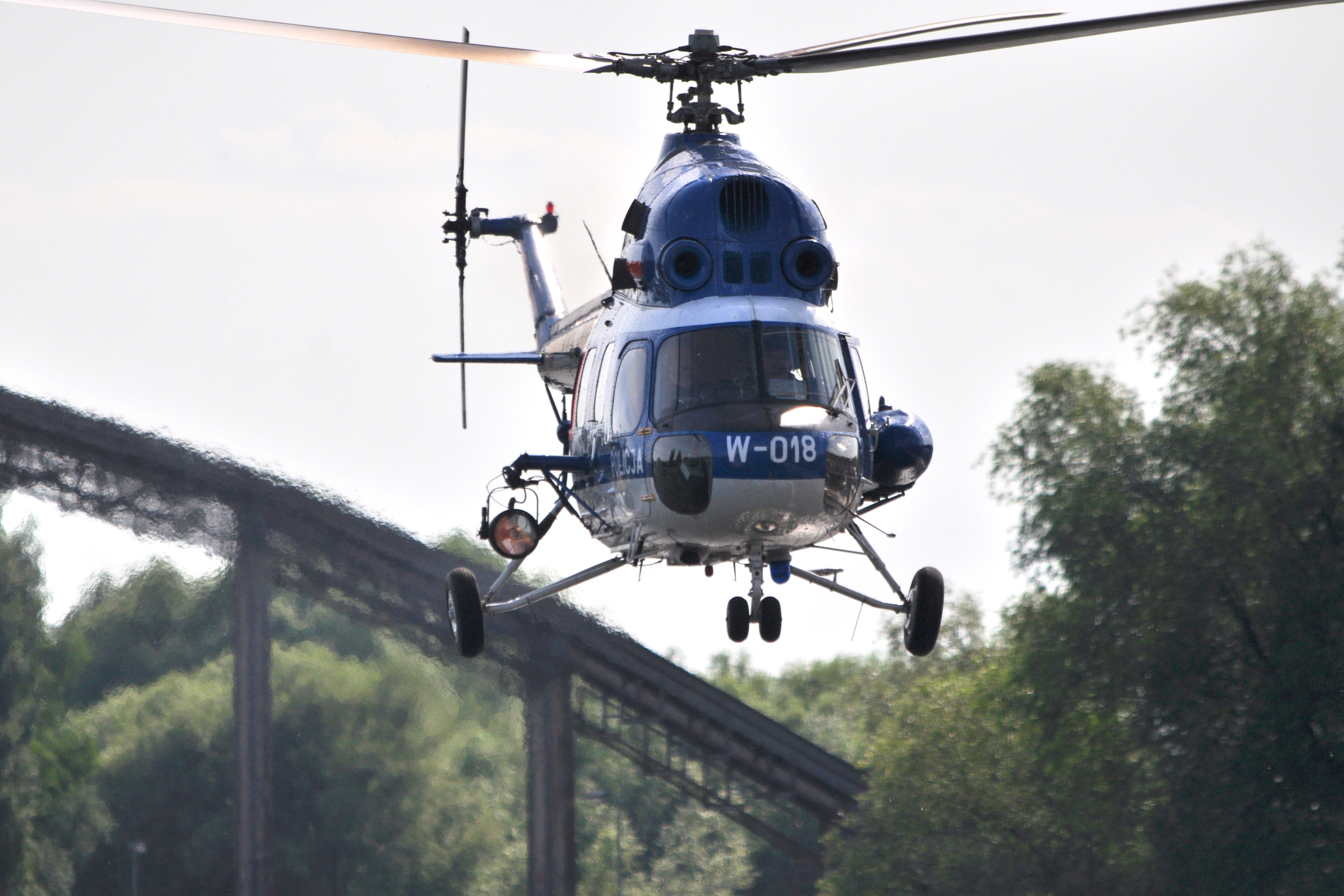
Policyjny nb.SN-05XP

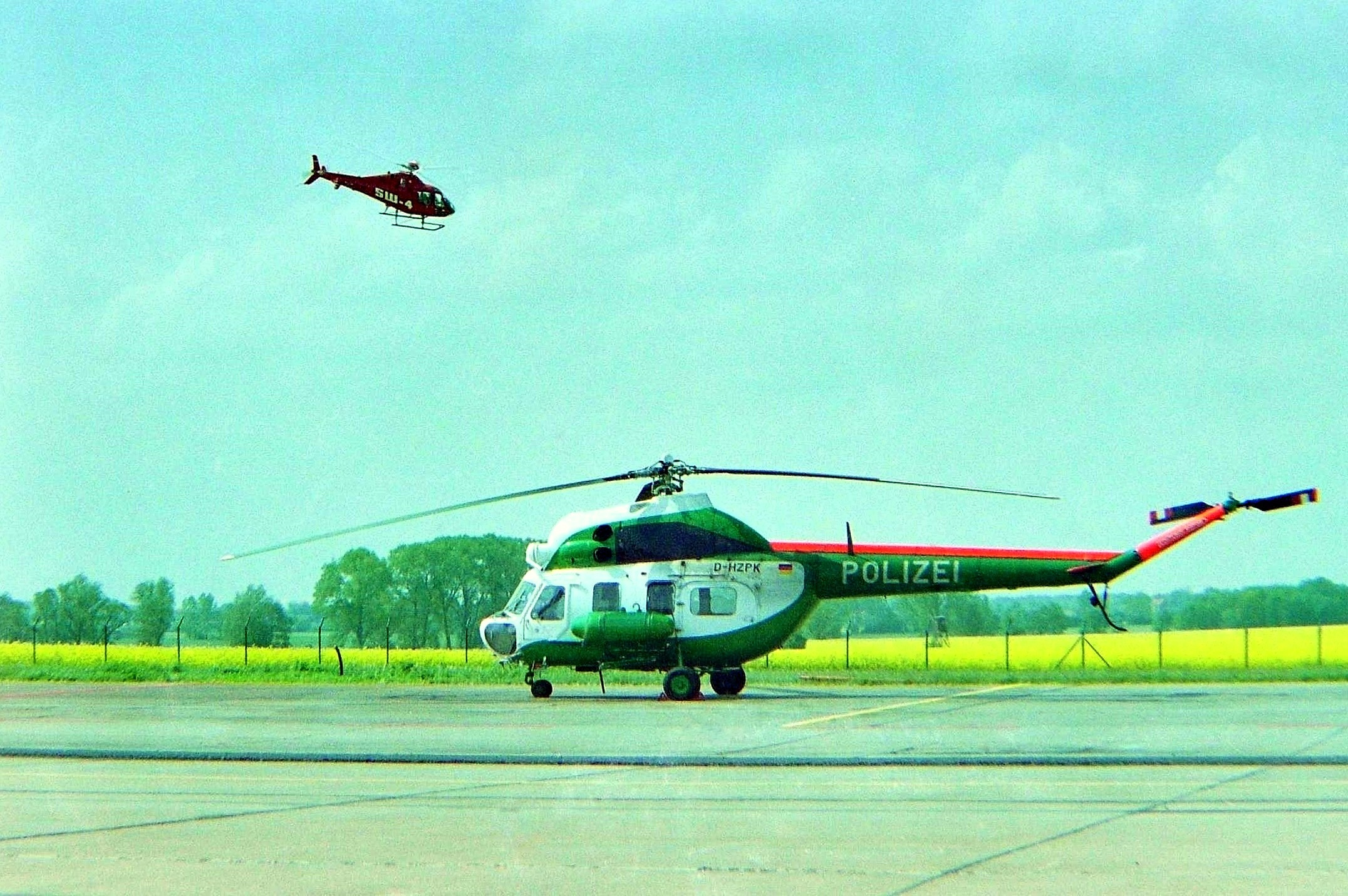
Na pierwszym planie Mi-2 należący do policji brandenburskiej

Śmigłowce Mi-2 używane były zarówno przez wojsko, służby policyjne, jak i użytkowników cywilnych. Głównym odbiorcą eksportowym został ZSRR oraz inne państwa bloku wschodniego (m.in. NRD, Bułgaria, Czechosłowacja, Węgry, Jugosławia). Poza tym w mniejszej ilości eksportowano je na Bliski Wschód i do Afryki (m.in. Irak, Libia i Algieria). Po zakończeniu zimnej wojny Mi-2 należące do tej pory do NRD zostały przejęte przez zjednoczone Niemcy. Również rozpad ZSRR spowodował rozdysponowanie posiadanych śmigłowców pomiędzy oderwane republiki. Wskutek odsprzedaży śmigłowce Mi-2 trafiły także m.in. do Wenezueli, Dżibuti, Sudanu, Turcji i Etiopii.
W 1969 roku w Polsce powstał pomysł skonstruowania uzbrojonej wersji Mi-2 i w tym roku powstał demonstrator, uzbrojony w wyrzutnie niekierowanych pocisków rakietowych i karabiny maszynowe. Seryjne warianty otrzymały stałe działko działko NS-23 kalibru 23 mm, a pierwszym z nich był Mi-2US z uzbrojeniem strzeleckim w postaci czterech stałych karabinów maszynowych PKT kal. 7,62 mm, produkowany od 1972 roku. Kolejnym był Mi-2URN uzbrojony oprócz działka w 32 rakiety niekierowane S-5 w dwóch wyrzutniach Mars-2, produkowany od 1973 roku, a ostatnim Mi-2URP, uzbrojony w cztery wyrzutnie kierowanych rakiet przeciwpancernych 9M14M Malutka, produkowany od 1975 roku. Łącznie do 1984 roku zbudowano 81 śmigłowców uzbrojonych dla Wojska Polskiego. Używane były w dwóch pułkach śmigłowców bojowych: 49. i 56. W 1990 roku wszystkie polskie Mi-2 rozbrojono, ale w połowie lat 90. ponownie przywrócono im uzbrojenie. Wdrożono też od 1989 roku do użytku wariant Mi-2 Platan przystosowany do minowania narzutowego. Wersje uzbrojone Mi-2, oprócz Polski, były używane przez lotnictwo wojskowe NRD, które w latach 1972–1985 zakupiło 48 śmigłowców, w tym w wersjach uzbrojonych w 4 km PKT lub wyrzutnie rakiet niekierowanych Mars-2 i km-y w oknach (część nieuzbrojonych przeznaczono dla straży granicznej). Mi-2 przetrwały w służbie niemieckiej armii i policji jeszcze przez krótki czas po zjednoczeniu Niemiec (Luftwaffe używało 12 sztuk do 1995 roku).
W roku 1975 w zakładach WSK Świdnik utworzono komórkę o nazwie Zakład Eksploatacyjny Usług Śmigłowcowych. Zakład za pomocą floty śmigłowcowej złożonej z Mi-2 realizował usługi agrolotnicze, przewóz pasażerów, ładunków oraz szkolenie personelu lotniczego zarówno w kraju, jak i za granicą.
20 maja 2017 podczas 5. Kujawskiego Pikniku Śmigłowcowego miały miejsce obchody 50-lecia służby Mi-2 w lotnictwie polskim, podczas których zaprezentowano 11 maszyn różnych wersji, w tym jedną czeską.
Śmigłowiec Mi-2 był wykorzystany bojowo m.in. na początku radzieckiej interwencji w Afganistanie, w trakcie konfliktu peruwiańsko-ekwadorskiego, a także podczas walk z handlarzami narkotyków w Peru, Meksyku i Birmie. W roku 1986 kilka śmigłowców Mi-2 wykorzystano podczas akcji ratowniczej po awarii w Czarnobylu.
W kodzie NATO Mi-2 otrzymał nazwę Hoplite. W Polsce Mi-2 znany jest pod kilkoma potocznymi nazwami, m.in. „czajnik”.

## Użytkownicy
Aktualni użytkownicy:

- Algieria – Algierskie Siły Powietrzne
- Armenia – Ormiańskie Siły Powietrzne
- Azerbejdżan – Azerbejdżańskie Siły Powietrzne
- Białoruś – Siły Powietrzne Republiki Białorusi
- Czechy – Czeskie Siły Powietrzne
- Demokratyczna Republika Konga – Siły Powietrzne Demokratycznej Republiki Konga
- Dżibuti – Dżibutyjskie siły powietrzne
- Indonezja – Marynarka Wojenna Indonezji, Indonezyjska Policja
- Korea Północna – Siły Powietrzne Koreańskiej Republiki Ludowo-Demokratycznej
- Kuba – Kubańskie Siły Powietrzne
- Libia – Libijskie Siły Powietrzne
- Łotwa – Łotewskie Siły Powietrzne
- Meksyk – Marynarka Wojenna Meksyku
- Mołdawia – Mołdawskie Siły Powietrzne
- Mjanma – Mjanmskie Siły Powietrzne
- Naddniestrze
- Niemcy – Landespolizei
- Peru – Peruwiańska Armia
- Polska – Siły Powietrzne, Wojska Lądowe, Straż Graniczna, Marynarka Wojenna
- Słowacja – Słowackie Siły Powietrzne
- Stany Zjednoczone – University of Iowa
- Syria – Syryjskie Siły Powietrzne
- Ukraina – Siły Powietrzne Ukrainy
- Węgry – Forgószárny Ltd

Byli użytkownicy:

- Bułgaria – Bułgarskie Siły Powietrzne
- Czechosłowacja – Czechosłowackie Siły Powietrzne
- Estonia – Estońskie Siły Powietrzne
- Ghana – Ghańskie Siły Powietrzne
- Irak – Irackie Siły Powietrzne
- Jugosławia – Jugosłowiańska Armia Ludowa, Jugosłowiańskie Siły Powietrzne
- Litwa – Litewskie Siły Powietrzne
- Mongolia – Mongolskie Siły Powietrzne
- NRD – Luftstreitkräfte der Nationalen Volksarmee
- Nikaragua – Nikaraudzkie Siły Powietrzne
- Rosja – Wojska Lądowe Federacji Rosyjskiej
- ZSRR – Aerofłot, Wojskowe Siły Powietrzne, Armia Radziecka

## Mi-2 w muzeach

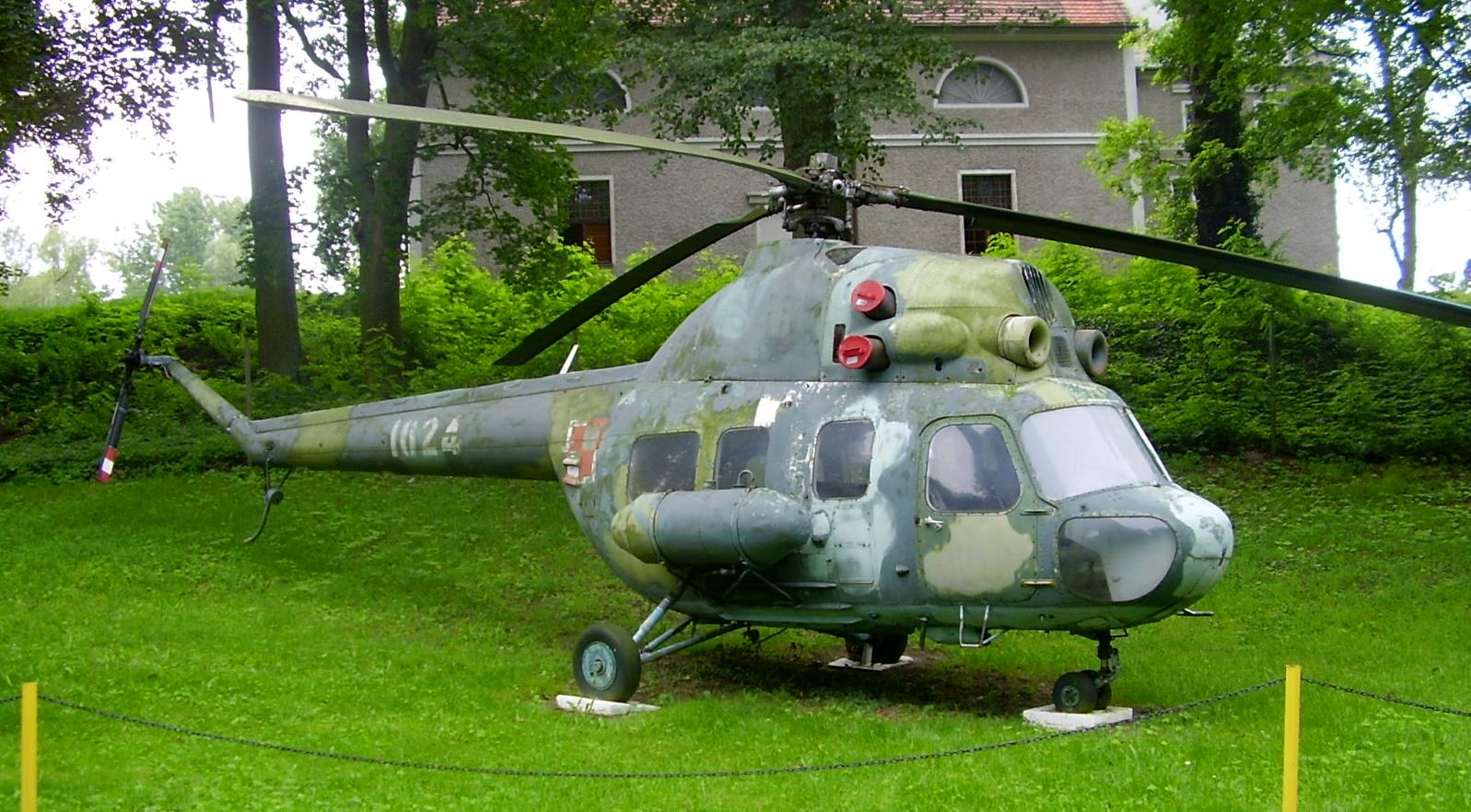
Mi-2 Sz znajdujący się w Lubuskim Muzeum Wojskowym w Drzonowie

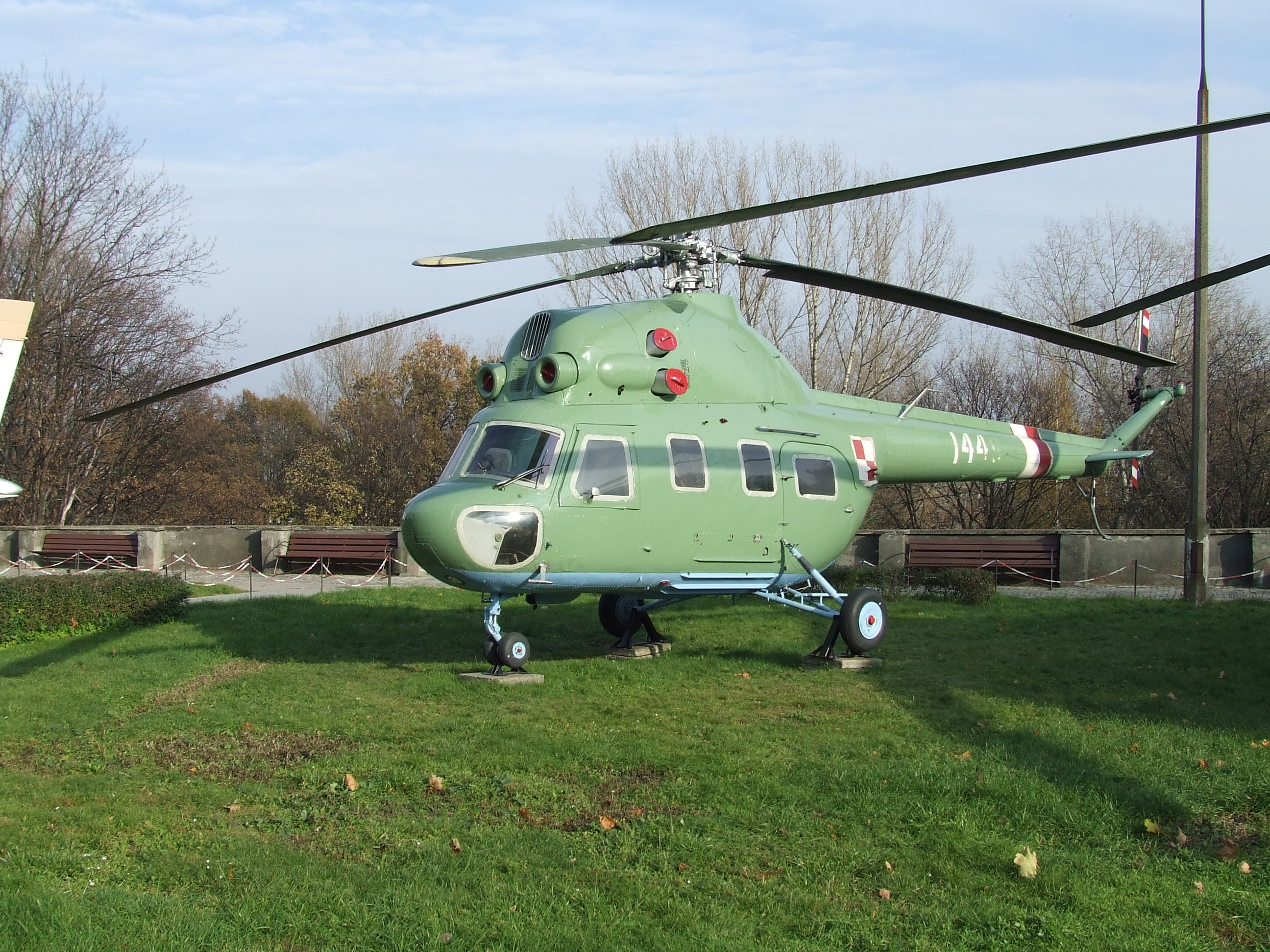
Mi-2P w Muzeum Wojska Polskiego w Warszawie

Ze względu na swoją dawną popularność śmigłowiec Mi-2 eksponowany jest w wielu muzeach. W Polsce są to między innymi:
- Muzeum Regionalne w Dębicy – Mi-2, nr taktyczny 4605
- Lubuskie Muzeum Wojskowe w Drzonowie:
  - Mi-2Sz, nr bocz. 1624
  - Mi-2M
- Muzeum Lotnictwa Polskiego w Krakowie:
  - Mi-2T, nr bocz. 0216
  - Mi-2Ch, nr bocz. 6048
  - Mi-2URP, nr bocz. 4316
  - Mi-2FM, nr bocz. 2121
  - Mi-2M2, nr bocz. 0105
  - Mi-2R, znaki rej. SP-SAR
- Muzeum Uzbrojenia w Poznaniu – Mi-2, nr bocz. 3649
- Muzeum Wojska Polskiego w Warszawie:
  - Park plenerowy przed budynkiem głównym:
    - Mi-2P, nr bocz. 1449

  - Muzeum Polskiej Techniki Wojskowej (Fort IX):
    - Mi-2, nr bocz. 5827
    - Mi-2T, nr bocz. 2215
    - Mi-2URN, nr bocz. 3101
- Muzeum Zamojskie w Zamościu – Mi-2, nr bocz. 4601[50].
- Muzeum Techniki Wojskowej GRYF w Dąbrówce k. Wejherowa – PZL Mi-2 nr bocz. 3720
- Muzeum 303– Mi-2[51]

Poza tym we względu na dawną, niezwykłą popularność wśród użytkowników oraz wyprodukowanie ponad 5000 egzemplarzy dziś często śmigłowce Mi-2 są częścią prywatnych kolekcji, a także służą np. jako reklamy i atrakcje turystyczne.

## Mi-2 w kulturze masowej
Mi-2 wystąpił na planie filmu o przygodach agenta 007 Jamesa Bonda. W końcowej scenie filmu Tylko dla twoich oczu na spotkanie z agentem 007 (w tej roli Roger Moore) przylatuje nim radziecki generał Gogol (w tej roli Walter Gotell). Na poszyciu śmigłowca pilotowanego przez pilota inż. Czesława Dyzmę wyraźnie widać logo „PZL-Świdnik”. Ponadto pojawiał się wielu polskich filmach i serialach TV jako śmigłowiec milicyjny.